# Forcipomyia spinosa
Forcipomyia spinosa är en tvåvingeart som beskrevs av Saunders 1956. Forcipomyia spinosa ingår i släktet Forcipomyia och familjen svidknott. Inga underarter finns listade i Catalogue of Life.